# Prijsdifferentiatie
Prijsdifferentiatie is het verschijnsel dat voor vergelijkbare maar desondanks verschillende producten een verschillende prijs wordt gevraagd. Anders dan bij prijsdiscriminatie zijn deze verschillen in prijs terug te voeren op kosten- of producteigenschapverschillen. Het achterliggend motief voor prijsdifferentiatie is meestal dat het de producent in staat stelt additionele winst te realiseren door een specifieke doelgroep met een andere prijs te benaderen. Ook kan prijsdifferentiatie een middel zijn om de maatschappelijke externaliteiten van een product te vergroten, men spreekt dan ook wel over variabilisatie.

## Plaats
Prijsdifferentiatie naar plaats kan zich voordoen als de locatie een verschil in kostprijs veroorzaakt. De Nederlandse monopolist op de postbezorging heeft, zonder succes, wel voorgesteld de portokosten voor een brief naar afgelegen streken te verhogen; bezorging bracht immers extra kosten met zich mee. Een andere vorm van prijsdifferentiatie naar plaats betreft situaties waarin de concurrentie op bepaalde locaties minder hevig is. Benzinestations langs snelwegen hebben niet alleen te kampen met hogere pachtkosten dan benzinestations die aan secundaire wegen gevestigd zijn, de potentiële consument heeft op de snelweg vaak ook minder mogelijkheden om bij een concurrent te tanken.

## Tijd
Prijsdifferentiatie naar tijd doet zich voor als het product of de dienst op bepaalde tijden goedkoper is dan anders. Telefoneren is in het weekend goedkoper dan tijdens kantooruren. Ook hieraan liggen kosten bij de aanbieder ten grondslag; zijn ten dele braakliggend net wordt aldus immers efficiënter gebruikt, terwijl overbelasting door de week (en dus wellicht de noodzaak tot capaciteitsuitbreiding) wordt ontmoedigd door de hoge prijs tijdens piekuren.

## Uitvoering
Een product kan verschillende doelgroepen kennen, waarvan de een kapitaalkrachtiger is dan de ander. Dit brengt voor beide doelgroepen verschillen in prijselasticiteit mee. Nieuwe boeken worden vaak in uiteenlopende uitvoeringen uitgebracht: de gebonden editie kent als doelgroep de vrij kapitaalkrachtige, vaak wat oudere koper wie het niet alleen om de inhoud van het boek te doen is, maar ook om de uitvoering. De paperback is gericht op de lezer die minder wil betalen en een eenvoudiger uitvoering voor lief neemt. Prijsdifferentiatie speelt daarmee in op de marktsegmentatie, en zonder gedegen marktonderzoek is dit soort prijsdifferentiatie niet goed mogelijk. Anders zou immers het gevaar bestaan dat het product in de ene uitvoering hetzelfde marktsegment aanspreekt als het anders uitgevoerde, gelijksoortige product, en beide versies zouden elkaar een concurrentie aandoen die niet beoogd werd.

## Traditie
Soms is de prijsdifferentiatie gebaseerd op een verondersteld kostenverschil, zonder dat dat noodzakelijkerwijs nog aanwezig is. Een voorbeeld hiervan zijn de verschillende tarieven voor dames- en herenkapsels. Het uitgangspunt hierachter is dat dameskapsels meer tijd vergen en daardoor dus duurder zouden moeten zijn. Met het veranderen van de haarmode kan de situatie ontstaan waar dames met kort haar minder bewerkelijk zijn dan heren met lang haar.

## Combinatie
De diverse differentiatiefactoren kunnen in combinatie optreden. Zo was het rond het begin van de eenentwintigste eeuw in de Engelstalige wereld gebruikelijk een paperbackversie pas een jaar na de gebonden uitgave op de markt te brengen; aldus streefde men ernaar eerst de deelmarkt voor het gebonden boek uit te putten, voordat de deels overlappende markt voor het paperbacklezend publiek werd bewerkt.
In de luchtvaart is het gebruikelijk dat passagiers in een vliegtuig uiteenlopende prijzen betalen voor de reis. Ingewikkelde rekenmodellen zorgen ervoor dat de prijzen variëren afhankelijk van een groot aantal factoren zoals onder andere het moment van boeken. Het verschil in prijzen voor dezelfde vervoersdienst kan bij dergelijke prijsstrategieën substantieel zijn.
Bij prijsdifferentiatie valt voorts nog te denken aan:
- korting voor de aankoop van een grote hoeveelheid goederen
- toerekening van verschillen in leveringskosten.